# Асара, Феликс де

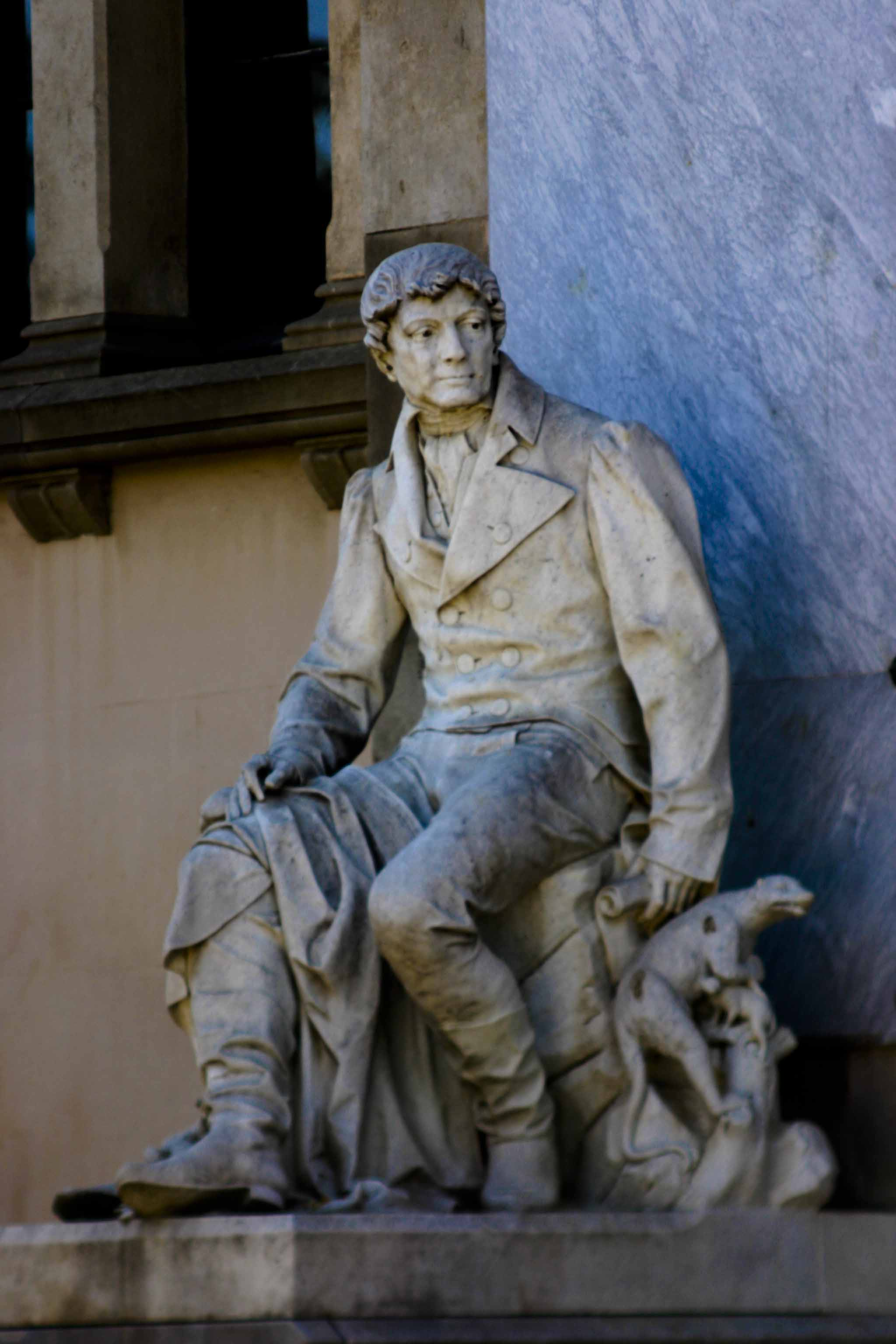
Памятник Феликсу де Асара в Барселоне

Феликс де Асара (исп. Félix de Azara, 18 мая 1742, Барбуньялес, провинция Уэска, Испания — 20 октября 1821, Уэска, Испания) — испанский путешественник и естествоиспытатель. Его брат, дон Хосе Николас де Асара, был известным дипломатом и меценатом.

## Биография
Сначала Асара принял военную карьеру в качестве инженера и, отличившись в нескольких экспедициях, дослужился до звания бригадного генерала в испанской армии. В 1781 году он был послан в Южную Америку для решения вопроса о границах между колониями Испании и Португалии, где пробыл до 1801 года. Перед отъездом на родину Феликс де Асара отправил своему брату, Хосе (бывшему в то время послом Испании в Париже), свои многочисленные зоологические заметки, которые были опубликованы в 1801 году под названием «Essai sur l’histoire naturelle des quadrupèdes du Paraguay». В 1802 году в Мадриде появилась работа «Apuntamientos para la Historia natural de los cuadrúpedos del Paraguay y Río de la Plata». По возвращении Асара написал «Voyage dans l’Amérique méridionale» (4 т., Париж, 1809)

## Память
В честь Асары названы несколько видов животных, в том числе агути Азары, азарская мирикина, Akodon azarae и Synallaxis azarae; кратер на Луне, аргентинский город Асара.